# Pont Maputo-Catembe

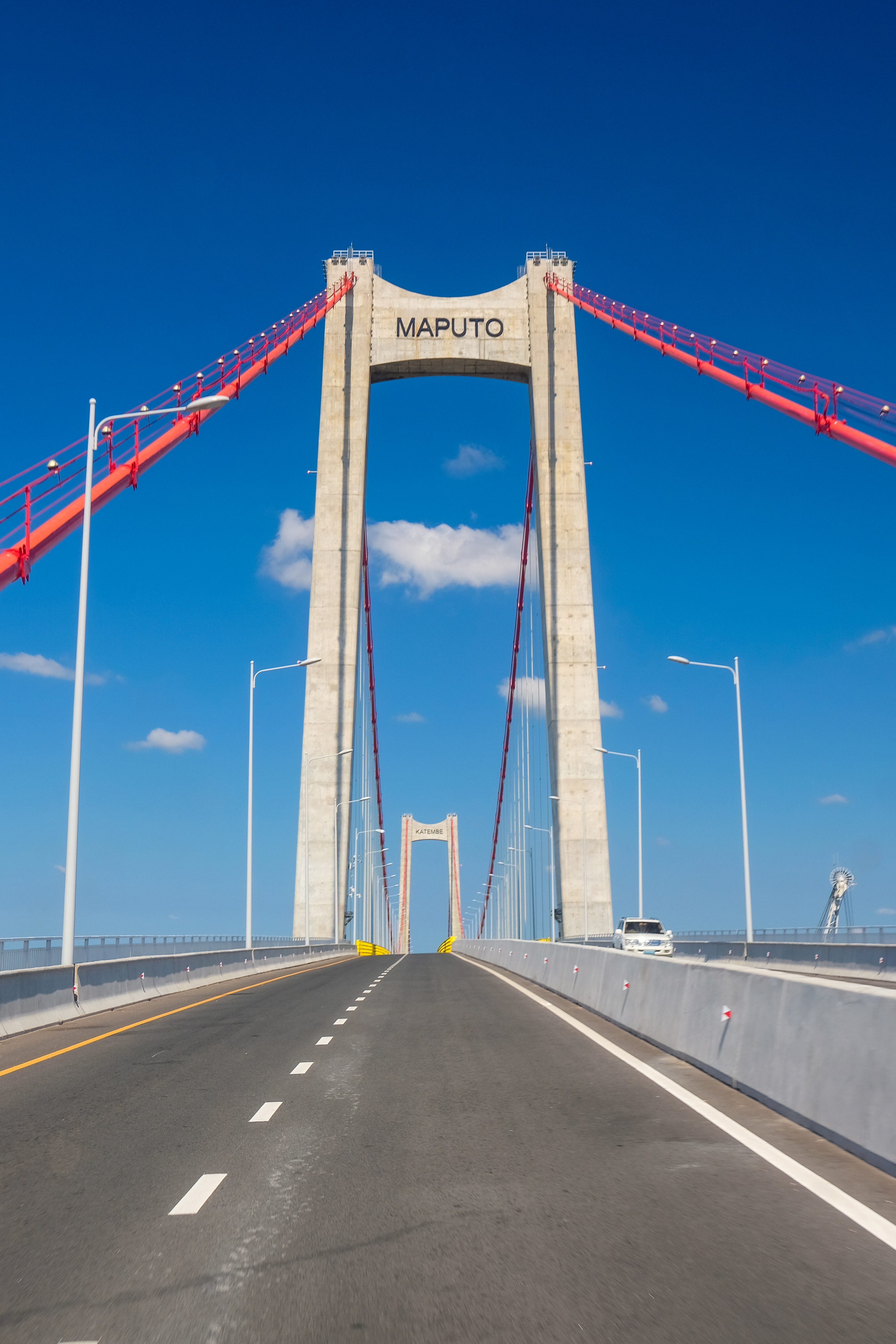
Le pont suspendu en mars 2018.

Le pont Maputo-Catembe est un pont suspendu situé au sud de Maputo, la capitale du Mozambique. Comme son nom l'indique, ce pont vise à relier Maputo à Catembe, en traversant l'estuaire de l'Espirito Santo. Son coût estimé est de 750 millions de dollars. Le financement et la construction sont assurés par la Chine. Sa construction a démarré en 2014, son inauguration a eu lieu le 10 novembre 2018. Le pont fait partie d'un plus grand projet d'infrastructure routière qui vise à relier Maputo à l'Afrique du Sud via Ponta do Ouro.